# Gallicolumba
Gallicolumba és un gènere d'ocells de la família dels colúmbids (Columbidae). Aquests coloms habiten a les selves de diverses illes d'Indonèsia, Filipines i el Pacífic.
Moltes de les espècies d'aquest gènere van ser eliminats de Gallicolumba (que no era monofilètic) i reassignats al gènere Alopecoenas, que més tard va ser rebatejat com a Pampusana.

## Llista d'espècies
Aquest gènere està format per 7 espècies:
- colom ferit de Mindanao (Gallicolumba crinigera).
- colom ferit de Negros (Gallicolumba keayi).
- colom ferit de Luzon (Gallicolumba luzonica).
- colom ferit de Tawi-Tawi (Gallicolumba menagei).
- colom ferit de Mindoro (Gallicolumba platenae).
- colom pitdaurat (Gallicolumba rufigula).
- colom frontgroc (Gallicolumba tristigmata).